# Frostburg
Frostburg – miasto w Stanach Zjednoczonych, w stanie Maryland, w hrabstwie Allegany.